# ثوم مدبب الأزهار
الثوم مدبب الأزهار (باللاتينية: Allium acutiflorum) نوع نباتي عشبي يتبع جنس الثوم من الفصيلة الثومية.

## الموئل والانتشار
ينتشر في المغرب العربي وفرنسا وإيطاليا.